# Нация и политика
„Нация и политика“ е българско списание, издавано през 1935 – 1940 година.
Около него се формира влиятелен профашистки интелектуален кръг. Главен редактор на списанието е Стефан Клечков, който по-късно оглавява казионната организация „Бранник“.